# Élections parlementaires roumaines de 2024
Les élections parlementaires roumaines de 2024 ont lieu le 1er décembre 2024 afin de renouveler les deux chambres du parlement de la Roumanie. Elles ont lieu entre les deux tours de l'élection présidentielle.

## Contexte

### Gouvernement Cîțu

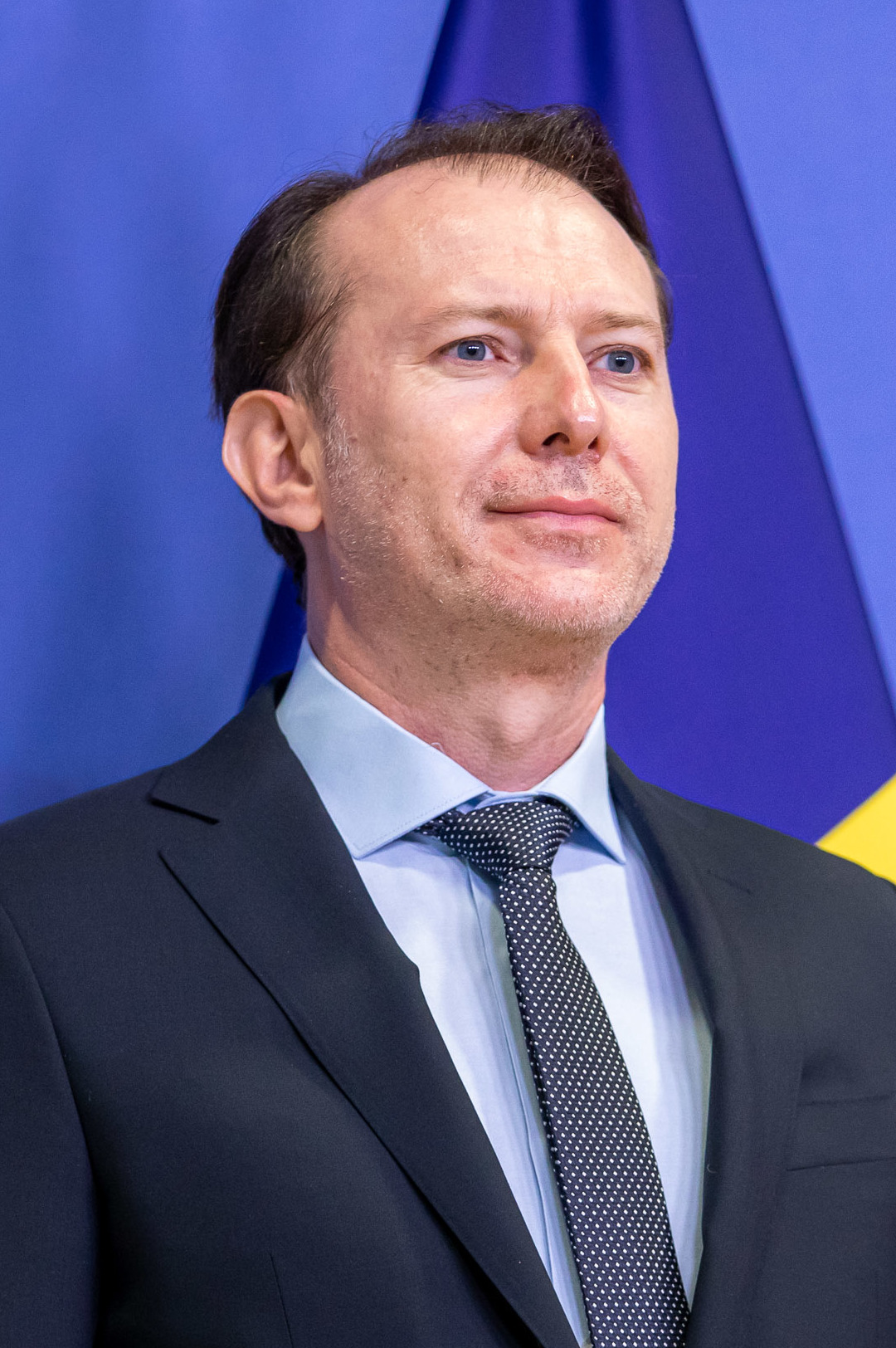
Florin Cîțu en 2021.

Le Parti social-démocrate (PSD) arrive en tête des élections parlementaires roumaines de 2020, mais sans majorité absolue ni de partenaire pour former un gouvernement,.
Le Premier ministre Ludovic Orban démissionne dès le lendemain du scrutin au vu de l'échec de son parti à décrocher la première place. Cristian Ghinea, un des ténors de l'USR-PLUS, invite le PNL à des discussions pour la formation d'un gouvernement, mais indique également que son parti n'acceptera pas n'importe quels ministères.
Le PNL, après une rencontre entre Ludovic Orban et le président de la République Klaus Iohannis, choisit le ministre des Finances publiques Florin Cîțu comme candidat au poste de Premier ministre, tandis qu'Orban est proposé pour occuper la présidence de la Chambre des députés. Il est ainsi préféré au Premier ministre par intérim Nicolae Ciucă — l'alliance USR-PLUS s'opposant au choix d'un militaire pour conduire le gouvernement — et au ministre des Fonds européens Ioan-Marcel Boloș. Le PSD décide pour sa part de proposer la candidature du technocrate Alexandru Rafila, candidat sur ses listes et expert en santé, tandis qu'USR-PLUS confie ce rôle à Dacian Cioloș. L'USR-PLUS se montre disposé à accepter la candidature de Cîțu, en échange de la présidence de la Chambre pour Dan Barna.
Cependant, le 18 décembre, les trois partis se mettent d'accord sur un gouvernement de coalition dirigé par Cîțu, avec huit ministres pour le PNL, sept pour l'USR-PLUS et trois pour l'UDMR. Orban obtient comme prévu la présidence de la Chambre des députés, et l'USR-PLUS celle du Sénat pour Anca Paliu Dragu. Le 23 décembre, le nouveau gouvernement est investi avec 260 voix pour et 186 contre.

### Coalition PNL-PSD

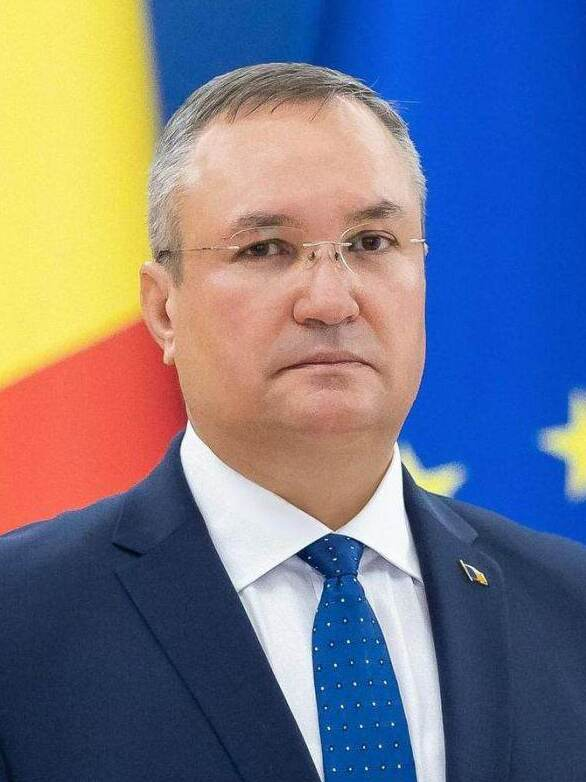
Nicolae Ciucă en 2021.

Une motion de censure, déposée par le PSD, est votée à l'encontre du gouvernement Cîțu le 5 octobre 2021 suivant par le Parlement, avec le soutien de l'Union sauvez la Roumanie (USR) — précédemment membre de la coalition gouvernementale — et de l'Alliance pour l'unité des Roumains (AUR).
Le 12 novembre, après plusieurs semaines de négociations, le PNL, le PSD et l'UDMR concluent une entente de base pour la formation d'un gouvernement de coalition, alors que des questions restent à résoudre, comme le nom du Premier ministre ou le principe d'une rotation à la tête du gouvernement. Un accord de coalition est obtenu le 21 novembre sur le principe d'une rotation entre les deux partis après 18 mois entre Nicolae Ciucă et le président du PSD, Marcel Ciolacu, ainsi que sur la répartition des ministères.
Le lendemain, Ciucă est désigné Premier ministre, recevant le soutien du PNL, du PSD et de l'UDMR lors des consultations présidentielles,. Le 23 novembre, conformément à l'accord de coalition, Ciolacu est élu président de la Chambre des députés, tandis que Cîțu devient président du Sénat. Présenté aux députés et sénateurs réunis le 25 novembre, le gouvernement remporte le vote de confiance du Parlement par 318 voix pour et 126 contre, la majorité requise étant d'au moins 234 voix, puis prête serment dans la foulée.
Comme convenu dans l'accord de coalition, Nicolae Ciucă démissionne le 12 juin 2023. Le 13 juin, Marcel Ciolacu est chargé de former un gouvernement.  Il présente sa composition le jour même. Présenté aux députés et sénateurs le 15 juin, le gouvernement remporte le vote de confiance par 290 voix pour et 95 contre, puis est assermenté le jour même.

### Premier tour de la présidentielle
|  |

Le candidat indépendant d'extrême droite Călin Georgescu provoque la surprise en arrivant en tête avec près de 23 % des suffrages au premier tour malgré une absence presque totale dans la campagne, où il privilégie une présence sur les réseaux sociaux tels que TikTok, plutôt que les débats télévisés ou les médias traditionnels,. Sa qualification est perçue comme un choc pour la classe politique, les sondages le plaçant jusqu'à présent loin derrière ses concurrents avec des estimations à un seul chiffre. Nationaliste, russophile et eurosceptique très peu connu du grand public bien que proche de l'Alliance pour l'unité des Roumains (AUR), il avait perdu le soutien de cette dernière en 2021 après ses critiques de l'Union européenne et de l'OTAN. Son ultranationalisme l'avait par ailleurs amené à faire l'apologie de figures fascistes et antisémites roumaines telles que le dictateur Ion Antonescu et le fondateur de la Garde de fer, Corneliu Codreanu, au point de faire l'objet en 2020 d'une procédure pénale pour « promotion de personnes coupables de génocide »,,,.
Europhile novice en politique, la candidate de l'Union sauvez la Roumanie (USR), Elena Lasconi se qualifie quant à elle de justesse en battant le Premier ministre Marcel Ciolacu, du Parti social-démocrate (PSD), pourtant favori des sondages.
Figure de l’extrême droite jugée susceptible de se qualifier pour le ballotage, George Simion (AUR) arrive quant à lui quatrième. Sa campagne, focalisée sur les classes populaires particulièrement touchées par la forte hausse de l'inflation avec des discours « passionnés » mêlant mysticisme et conspirationnisme, aurait pâti de ses tentatives de se donner une image de modéré, provoquant le désenchantement des électeurs les plus radicaux. Il félicite Georgescu au lendemain du premier tour, se réjouissant qu'un « souverainiste » se soit qualifié. Les résultats des deux hommes marquent la percée des candidats antisystème et — d'une manière générale — de l'extrême droite dans le pays, dans un contexte de forte inflation et de tensions géopolitiques qui provoquent des craintes d'un élargissement du conflit russo-ukrainien à la Roumanie. « Grande gagnante » de la présidentielle, celle-ci se place en position de créer un effet d'emballement en amont des élections parlementaires organisées le 1er décembre,.
C'est la première fois depuis la chute du communisme dans le pays en 1989 que le second tour d'une élection présidentielle a lieu en l'absence de candidat du PSD, du PNL, ou du prédécesseur de ce dernier, le Parti démocrate-libéral,.
Le 26 novembre, le Conseil national de l'audiovisuel de la Roumanie demande à la Commission européenne d'ouvrir une enquête sur des soupçons d'utilisation inappropriée de TikTok pour promouvoir la candidature de Georgescu. Pour sa part, Lasconi, qui a été la cible de faux comptes publiant sous ses publications des appels à voter pour son concurrent, saisit six institutions étatiques dont la justice et les services de renseignement, qu'elle appelle à enquêter sur la campagne de Georgescu. La viralité acquise par les publications de Georgescu ne serait pas possible sans argent selon des experts, alors que la loi fixe un plafond à ne pas dépasser, et que Georgescu affirme ne pas avoir dépensé d'argent. En réaction, TikTok affirme être « extrêmement vigilant » face aux manipulations du réseau social pour des raisons politiques. Le 27 novembre, la commission électorale (AEP) annonce saisir le procureur au sujet de l'origine des fonds ayant servi à promouvoir la candidature de Georgescu sur TikTok . Elle appelle aussi à vérifier si les comptes d'influenceurs ont reçu des fonds de comptes de campagne de candidats, et à enquêter sur les affiches de campagnes placardées qui ne contiennent pas l'identification de leurs commanditaires. De leur côté, deux influenceurs admettent avoir été payés. L'un d'eux affirme cependant que le but était d'appeler à voter lors du scrutin sans soutenir de candidat, et de décrire le candidat idéal, puis que des faux comptes sont venus poster des appels à voter pour Georgescu sous ces publications.

## Mode de scrutin
La Roumanie est une république semi-présidentielle dotée d'un parlement bicaméral dont les deux chambres sont renouvelées en même temps et intégralement pour des mandats de quatre ans, selon le même système électoral. La Chambre des députés est constituée de 330 sièges dont 18 réservés aux différentes minorités ethniques, tandis que le Sénat est composé de 136 sièges,.
Les deux chambres sont pourvues pour quatre ans au scrutin proportionnel plurinominal avec listes bloquées dans 43 circonscriptions, dont 41 correspondantes aux județe, une à la capitale Bucarest et une dédiée à la diaspora. Le nombre de sièges par circonscription est proportionnel au nombre de citoyens y résidant selon le recensement effectué l'année précédente par l'Institut national de statistique. En 2024, la répartition est ainsi faite à raison d'un siège pour 73 000 habitants pour celles de la Chambre des députés et d'un pour 168 000 habitants pour celles du Sénat, avec un minimum de 4 et 2 sièges respectivement par circonscription,.
Pour être éligibles, les candidats doivent être citoyen roumain, avoir au moins 33 ans, ne pas présenter de faiblesses mentales, et ne pas être privé du droit de vote en vertu d'une décision de justice.
La répartition des sièges après décompte des voix se fait entre les partis ayant franchi le seuil électoral de 5 % du total des suffrages exprimés au niveau national, ou 20 % dans au moins quatre circonscriptions. Le seuil est relevé à 8 % pour les coalitions de deux partis, 9 % pour celles de trois et 10 % pour les coalitions d'au moins quatre partis.
Pour la première fois en 2024, les Roumains vivant à l'étranger peuvent voter par correspondance afin d'éviter les difficultés d'organisation de vote constatées lors de l'élection présidentielle de 2014.

### Sondages

Intentions de vote en vue des élections parlementaires de 2024.

## Campagne

### Principaux partis politiques
| Parti et coalition | Parti et coalition                                                                      | Président       | Idéologie                                                                        | Sièges en 2020 | Sièges en 2020 |
| Parti et coalition | Parti et coalition                                                                      | Président       | Idéologie                                                                        | Députés        | Sénateurs      |
| ------------------ | --------------------------------------------------------------------------------------- | --------------- | -------------------------------------------------------------------------------- | -------------- | -------------- |
|                    | Parti social-démocrate Partidul Social Democrat (PSD)                                   | Victor Negrescu | Centre gauche ou attrape-tout Social-démocratie, Conservatisme social, populisme | 110            | 47             |
|                    | Parti national libéral Partidul Național Liberal (PNL)                                  | Ilie Bolojan    | Centre droit Libéral-conservatisme, europhilie                                   | 93             | 41             |
|                    | Union sauvez la Roumanie Uniunea Salvați România (USR)                                  | Elena Lasconi   | Centre droit Europhilie, anti-corruption                                         | 55             | 25             |
|                    | Alliance pour l'unité des Roumains Alianța pentru Unirea Românilor (AUR)                | George Simion   | Extrême droite Nationalisme, droite chrétienne, conservatisme social             | 33             | 14             |
|                    | Union démocrate magyare de Roumanie Uniunea Democrată Maghiară din România (UDMR/RMDSZ) | Hunor Kelemen   | Centre droit Défense des droits des magyars de Roumanie, régionalisme            | 21             | 9              |

### Parti national libéral
Le Parti national libéral souhaite réduire le nombre de parlementaires à 300.

### Silence électoral
Le jour du scrutin, le Conseil national de l'audiovisuel signale au Bureau central électoral et à l'Autorité électorale permanente, le fait que le président de l'AUR, George Simion, a continué de faire campagne sur TikTok, malgré l'interdiction de cette pratique par la loi.

## Résultats

### Chambre des députés
|                           |                                                               |            |       |       |        |               |  |  |  |  |  |  |  |  |
| Parti                     | Parti                                                         | Voix       | %     | +/-   | Sièges | +/-           |  |  |  |  |  |  |  |  |
|                           | Parti social-démocrate (PSD)                                  | 2 030 144  | 21,96 | 11,49 | 86     | 24            |  |  |  |  |  |  |  |  |
|                           | Alliance pour l'unité des Roumains (AUR)                      | 1 665 143  | 18,01 | 8,93  | 63     | 30            |  |  |  |  |  |  |  |  |
|                           | Parti national libéral (PNL)                                  | 1 219 810  | 13,20 | 11,99 | 49     | 44            |  |  |  |  |  |  |  |  |
|                           | Union sauvez la Roumanie (USR)                                | 1 146 357  | 12,40 | 2,97  | 40     | 15            |  |  |  |  |  |  |  |  |
|                           | S.O.S. Roumanie (S.O.S.)                                      | 679 967    | 7,36  | Nv.   | 28     | 28            |  |  |  |  |  |  |  |  |
|                           | Parti de la jeunesse (POT)                                    | 596 745    | 6,46  | Nv.   | 23     | 23            |  |  |  |  |  |  |  |  |
|                           | Union démocrate magyare de Roumanie (UDMR/RMDSZ)              | 585 397    | 6,33  | 0,59  | 22     | 1             |  |  |  |  |  |  |  |  |
|                           | Parti Santé, Éducation, Nature et durabilité (SENS)           | 276 494    | 2,99  | Nv.   | 0      | en stagnation |  |  |  |  |  |  |  |  |
|                           | Force de la Droite (FD)                                       | 189 678    | 2,05  | 2,77  | 0      | en stagnation |  |  |  |  |  |  |  |  |
|                           | Parti social démocrate uni (PSDU)                             | 177 137    | 1,92  | Nv.   | 0      | en stagnation |  |  |  |  |  |  |  |  |
|                           | Renouvelons le projet européen en Roumanie (REPER)            | 114 223    | 1,24  | Nv.   | 0      | en stagnation |  |  |  |  |  |  |  |  |
|                           | Parti de la justice et du respect en Europe pour tous (DREPT) | 107 474    | 1,16  | Nv.   | 0      | en stagnation |  |  |  |  |  |  |  |  |
|                           | Parti national conservateur roumain (PNCR)                    | 45 687     | 0,49  | Nv.   | 0      | en stagnation |  |  |  |  |  |  |  |  |
|                           | Patriotes pour le peuple roumain (PPR)                        | 40 960     | 0,44  | Nv.   | 0      | en stagnation |  |  |  |  |  |  |  |  |
|                           | Parti écologiste roumain (PER)                                | 34 641     | 0,37  | 0,75  | 0      | en stagnation |  |  |  |  |  |  |  |  |
|                           | Parti social démocrate indépendant (PSDI)                     | 33 372     | 0,36  | Nv.   | 0      | en stagnation |  |  |  |  |  |  |  |  |
|                           | Parti Roumanie en Action (MRA)                                | 28 504     | 0,31  | Nv.   | 0      | en stagnation |  |  |  |  |  |  |  |  |
|                           | Alliance chrétienne nationale (ANC)                           | 25 789     | 0,28  | Nv.   | 0      | en stagnation |  |  |  |  |  |  |  |  |
|                           | Parti de la Nouvelle Roumanie (PNR)                           | 14 107     | 0,15  | Nv.   | 0      | en stagnation |  |  |  |  |  |  |  |  |
|                           | Alliance socialiste roumaine (PSR-PMSD)                       | 12 849     | 0,14  | 0,19  | 0      | en stagnation |  |  |  |  |  |  |  |  |
|                           | Partis des minorités ethniques                                | 137 464    | 1,49  | 0,18  | 19     | 1             |  |  |  |  |  |  |  |  |
|                           | Autres partis                                                 | 13 403     | 0,14  | –     | 0      | –             |  |  |  |  |  |  |  |  |
|                           | Indépendants                                                  | 76 043     | 0,82  | 0,13  | 0      | en stagnation |  |  |  |  |  |  |  |  |
|                           |                                                               |            |       |       |        |               |  |  |  |  |  |  |  |  |
| Suffrages exprimés        | Suffrages exprimés                                            | 9 243 641  | 98,18 |       |        |               |  |  |  |  |  |  |  |  |
| Votes blancs et invalides | Votes blancs et invalides                                     | 171 877    | 1,82  |       |        |               |  |  |  |  |  |  |  |  |
| Total                     | Total                                                         | 9 415 518  | 100   | –     | 331    | 1             |  |  |  |  |  |  |  |  |
| Abstentions               | Abstentions                                                   | 10 087 755 | 51,72 |       |        |               |  |  |  |  |  |  |  |  |
| Inscrits/Participation    | Inscrits/Participation                                        | 19 503 273 | 48,28 |       |        |               |  |  |  |  |  |  |  |  |

### Sénat
|                           |                                                               |                                                               |            |       |       |        |               |  |  |  |  |  |  |  |
| Parti                     | Parti                                                         | Parti                                                         | Voix       | %     | +/-   | Sièges | +/-           |  |  |  |  |  |  |  |
|                           | Parti social-démocrate (PSD)                                  | Parti social-démocrate (PSD)                                  | 2 065 087  | 22,30 | 10,69 | 36     | 11            |  |  |  |  |  |  |  |
|                           | Alliance pour l'unité des Roumains (AUR)                      | Alliance pour l'unité des Roumains (AUR)                      | 1 694 705  | 18,30 | 9,13  | 28     | 14            |  |  |  |  |  |  |  |
|                           | Parti national libéral (PNL)                                  | Parti national libéral (PNL)                                  | 1 322 468  | 14,28 | 11,30 | 22     | 19            |  |  |  |  |  |  |  |
|                           | Union sauvez la Roumanie (USR)                                | Union sauvez la Roumanie (USR)                                | 1 134 831  | 12,26 | 3,60  | 19     | 6             |  |  |  |  |  |  |  |
|                           | S.O.S. Roumanie (S.O.S.)                                      | S.O.S. Roumanie (S.O.S.)                                      | 718 409    | 7,76  | Nv.   | 12     | 12            |  |  |  |  |  |  |  |
|                           | Parti de la jeunesse (POT)                                    | Parti de la jeunesse (POT)                                    | 591 927    | 6,39  | Nv.   | 9      | 9             |  |  |  |  |  |  |  |
|                           | Union démocrate magyare de Roumanie (UDMR/RMDSZ)              | Union démocrate magyare de Roumanie (UDMR/RMDSZ)              | 590 783    | 6,38  | 0,49  | 10     | 1             |  |  |  |  |  |  |  |
|                           | Parti Santé, Éducation, Nature et durabilité (SENS)           | Parti Santé, Éducation, Nature et durabilité (SENS)           | 263 173    | 2,84  | Nv.   | 0      | en stagnation |  |  |  |  |  |  |  |
|                           | Force de la Droite (FD)                                       | Force de la Droite (FD)                                       | 173 703    | 1,88  | 2,94  | 0      | en stagnation |  |  |  |  |  |  |  |
|                           | Parti social démocrate uni (PSDU)                             | Parti social démocrate uni (PSDU)                             | 164 659    | 1,78  | Nv.   | 0      | en stagnation |  |  |  |  |  |  |  |
|                           | Renouvelons le projet européen en Roumanie (REPER)            | Renouvelons le projet européen en Roumanie (REPER)            | 126 408    | 1,37  | Nv.   | 0      | en stagnation |  |  |  |  |  |  |  |
|                           | Parti de la justice et du respect en Europe pour tous (DREPT) | Parti de la justice et du respect en Europe pour tous (DREPT) | 114 500    | 1,24  | Nv.   | 0      | en stagnation |  |  |  |  |  |  |  |
|                           | Parti national conservateur roumain (PNCR)                    | Parti national conservateur roumain (PNCR)                    | 50 287     | 0,54  | Nv.   | 0      | en stagnation |  |  |  |  |  |  |  |
|                           | Patriotes pour le peuple roumain (PPR)                        | Patriotes pour le peuple roumain (PPR)                        | 48 436     | 0,52  | Nv.   | 0      | en stagnation |  |  |  |  |  |  |  |
|                           | Parti social démocrate indépendant (PSDI)                     | Parti social démocrate indépendant (PSDI)                     | 41 712     | 0,45  | Nv.   | 0      | en stagnation |  |  |  |  |  |  |  |
|                           | Parti écologiste roumain (PER)                                | Parti écologiste roumain (PER)                                | 38 561     | 0,42  | 0,70  | 0      | en stagnation |  |  |  |  |  |  |  |
|                           | Alliance chrétienne nationale (ANC)                           | Alliance chrétienne nationale (ANC)                           | 31 094     | 0,34  | Nv.   | 0      | en stagnation |  |  |  |  |  |  |  |
|                           | Parti Roumanie en Action (MRA)                                | Parti Roumanie en Action (MRA)                                | 30 252     | 0,33  | Nv.   | 0      | en stagnation |  |  |  |  |  |  |  |
|                           | Parti de la Nouvelle Roumanie (PNR)                           | Parti de la Nouvelle Roumanie (PNR)                           | 17 203     | 0,19  | Nv.   | 0      | en stagnation |  |  |  |  |  |  |  |
|                           | Alliance socialiste roumaine (PSR-PMSD)                       | Alliance socialiste roumaine (PSR-PMSD)                       | 16 256     | 0,18  | 0,15  | 0      | en stagnation |  |  |  |  |  |  |  |
|                           | Alternative pour la dignité nationale (ADN)                   | Alternative pour la dignité nationale (ADN)                   | 10 473     | 0,11  | Nv.   | 0      | en stagnation |  |  |  |  |  |  |  |
|                           | Autres partis                                                 | Autres partis                                                 | 3 749      | 0,04  | –     | 0      | –             |  |  |  |  |  |  |  |
|                           | Indépendants                                                  | Indépendants                                                  | 7 826      | 0,08  | 0,05  | 0      | en stagnation |  |  |  |  |  |  |  |
|                           |                                                               |                                                               |            |       |       |        |               |  |  |  |  |  |  |  |
| Suffrages exprimés        | Suffrages exprimés                                            | Suffrages exprimés                                            | 9 259 957  | 98,41 |       |        |               |  |  |  |  |  |  |  |
| Votes blancs et invalides | Votes blancs et invalides                                     | Votes blancs et invalides                                     | 149 557    | 1,59  |       |        |               |  |  |  |  |  |  |  |
| Total                     | Total                                                         | Total                                                         | 9 409 514  | 100   | –     | 136    | en stagnation |  |  |  |  |  |  |  |
| Abstentions               | Abstentions                                                   | Abstentions                                                   | 10 093 759 | 51,75 |       |        |               |  |  |  |  |  |  |  |
| Inscrits/Participation    | Inscrits/Participation                                        | Inscrits/Participation                                        | 19 503 273 | 48,25 |       |        |               |  |  |  |  |  |  |  |

## Analyse
Bien qu'en net recul, le PSD arrive en tête du scrutin et obtient 22 % des voix. L'AUR, arrivée seconde, obtient 18 % des voix. Avec deux autres partis d'extrême droite, le bloc nationaliste est le premier bloc du pays, et totalise 32 % des voix, triplant le seul score de l'AUR en 2020. On pense initialement que le choix du Premier ministre dépendra des résultats de la présidentielle.
Le 4 décembre, le PSD, l'UDMR, le PNL et l'USR annoncent la signature d'un accord de coalition pour former le prochain gouvernement et pour soutenir la candidature d'Elena Lasconi au second tour. Ciolacu soutient lui-même la candidate et affirme que cette décision fait suite aux révélations sur l'interférence russe sur le scrutin via TikTok.
Le 5 décembre, la Cour constitutionnelle reçoit quatre recours en annulation du scrutin présidentiel. Elle annule le scrutin le 6 décembre,.
Les négociations se poursuivent, mais s'enlisent, l'USR hésitant à entrer au gouvernement. Face aux désaccords, Ciolacu annonce le 19 décembre que son parti n'entrera pas au gouvernement, mais qu'il votera en faveur de la confiance à un gouvernement PNL-USR. Lasconi s'oppose alors à un tel gouvernement, préférant former une coalition avec le PSD. Le président Iohannis s'oppose lui-même à un gouvernement minoritaire.
Les négociations reprennent le 20 décembre, aboutissant le 22 décembre, avant la signature d'un accord le lendemain. Pour sa part, l'USR décide d'être dans l'opposition. Le 24 décembre, le nouveau gouvernement est investi avec 240, soit six de plus que les 234 requises.